# Iosef Baraț
Iosef Baraț (în ebraică יוסף ברץ‎, translierat Yosef Baratz; n. 8 mai 1890, Coșnița, Ținutul Tiraspol, gubernia Herson, Imperiul Rus – d. 14 decembrie 1968, Districtul de Nord, Israel) a fost un evreu transnistrean, om politic israelian și deputat în Knesset (1949-1951).

## Biografie
S-a născut în satul Coșnița (acum în raionul Dubăsari, Republica Moldova) din ținutul Tiraspol, gubernia Herson (Imperiul Rus). A fost educat la un heder, iar ulterior, s-a alăturat mișcării tinerilor sioniști din Chișinău. El a emigrat în Palestina controlată de otomani în 1906 și a lucrat în agricultură în Petah Tikva și Rehovot și ca tăietor de pietre în Ierusalim, Tel Aviv, Atlit și Zikhron Ya'akov. În 1920, Baraț a fost, de asemenea, printre primii membri ai Degania Alef, primul kibbutz.
Baraț a fost trimis și în străinătate ca emisar, în Rusia în 1919, în Statele Unite ale Americii în 1921 și în Austria în 1934. A devenit membru al comitetului central al Haganah și a fost și membru al Adunării Reprezentanților. În 1949, a fost ales în primul Knesset de pe lista partidului Mapai, dar și-a pierdut locul la alegerile din 1951. A murit în 1968, la vârsta de 78 de ani.